# Rojneativ
Rojneativ (în ucraineană Рожнятів) este așezarea de tip urban de reședință a raionului Rojneativ din regiunea Ivano-Frankivsk, Ucraina. În afara localității principale, nu cuprinde și alte sate.

## Demografie
Componența lingvistică a așezării de tip urban Rojneativ
     Ucraineană (98,93%)
     Alte limbi (1,02%)
Conform recensământului din 2001, majoritatea populației așezării de tip urban Rojneativ era vorbitoare de ucraineană (98,93%), existând în minoritate și vorbitori de alte limbi.